# En söndagseftermiddag på ön La Grande Jatte
En söndagseftermiddag på ön La Grande Jatte (franska: Un dimanche après-midi à l'Île de la Grande Jatte) är en oljemålning av den franske neoimpressionistiske konstnären Georges Seurat. Den målades 1884–1886 och är sedan 1926 utställd på Art Institute of Chicago. 

## Historik
Den monumentalt stora (207x308 cm) målningen väckte mycket uppståndelse när den ställdes ut på den åttonde och sista impressionistutställningen i Paris 1886. Seurat ställde samma år även ut målningen på independenternas salong, vars sammanslutning han själv medverkat i att grunda två år tidigare.
Seurats målning visar helglediga parisare som vilar ut på ön Île de la Jatte, belägen i Seine strax nordväst om Paris. Han gick mycket metodiskt och systematiskt till väga, och med närmast vetenskaplig precision målade han ett 50-tal förberedande skisser och studier (se galleri). Den sista studien skiljer sig inte mycket från den färdiga målningen, med undantag för dimensionerna. Sista studieversionen är 70,5 cm hög, 104,1 cm bred och ingår i Metropolitan Museum of Arts samlingar i New York
Seurat målade flera skisser på plats, men den slutliga målningen målade han i ateljé. Detta skiljde honom från impressionisterna som förordade spontant och intuitivt friluftsmåleri. Gemensamt med impressionisterna hade Seurat att han skildrade det moderna livet och inte religiösa eller mytologiska motiv. 
Tillsammans med Paul Signac kom Seurat att under 1880-talet utveckla den pointillistiska stilen (Seurat föredrog själv termen divisionism). År 1884 målade han Badarna i Asnières och två år senare En söndagseftermiddag på ön La Grande Jatte. Dessa målningar skildrar liknande motiv från närliggande platser och utgör höjdpunkter i Seurats relativt korta karriär. Hans nästa mästerverk, Modeller från 1886–1888, visar tre nakna modeller poserande framför En söndagseftermiddag på ön La Grande Jatte.

## Galleri

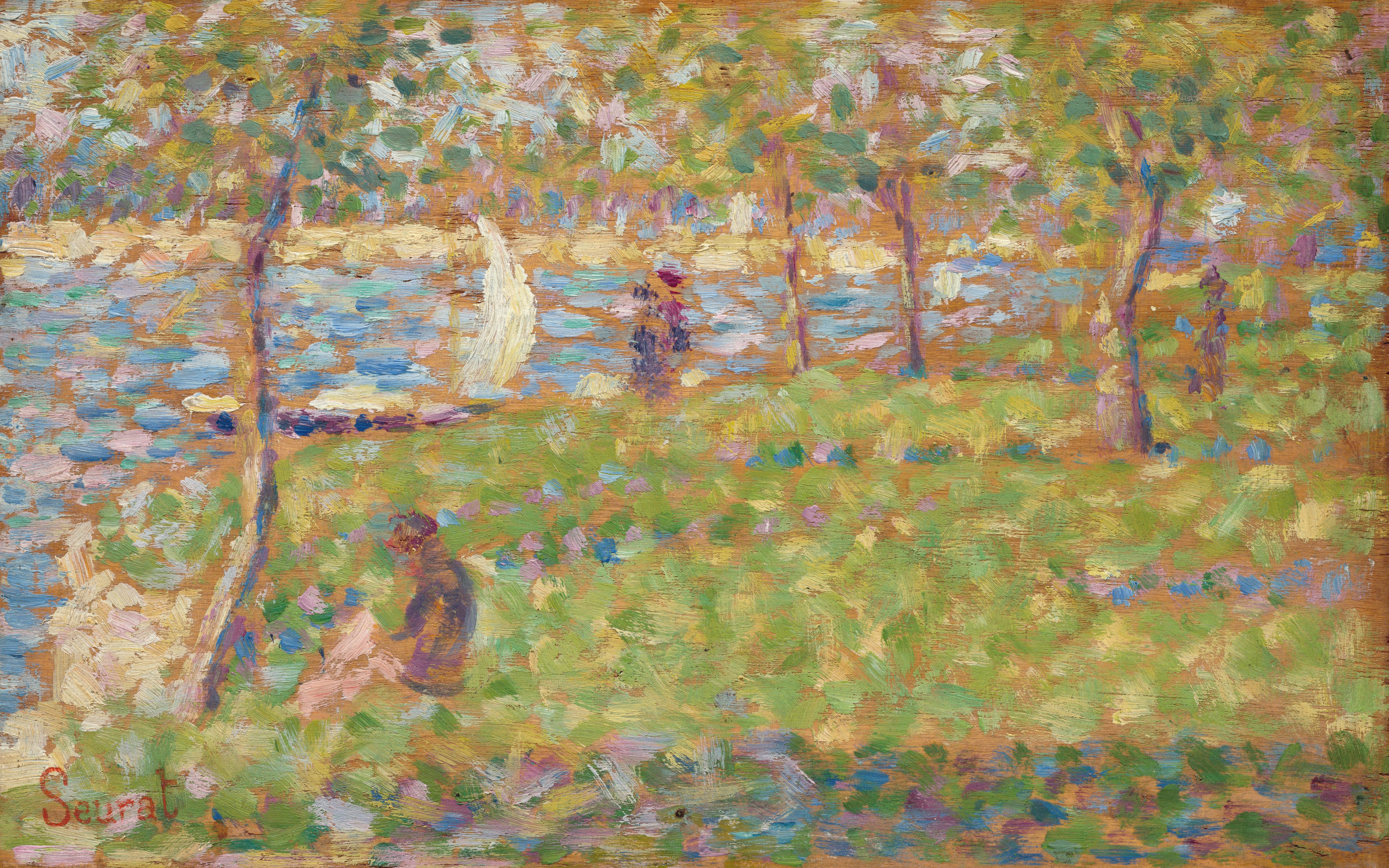
Study for La Grand Jatte (1884–1885), National Gallery of Art
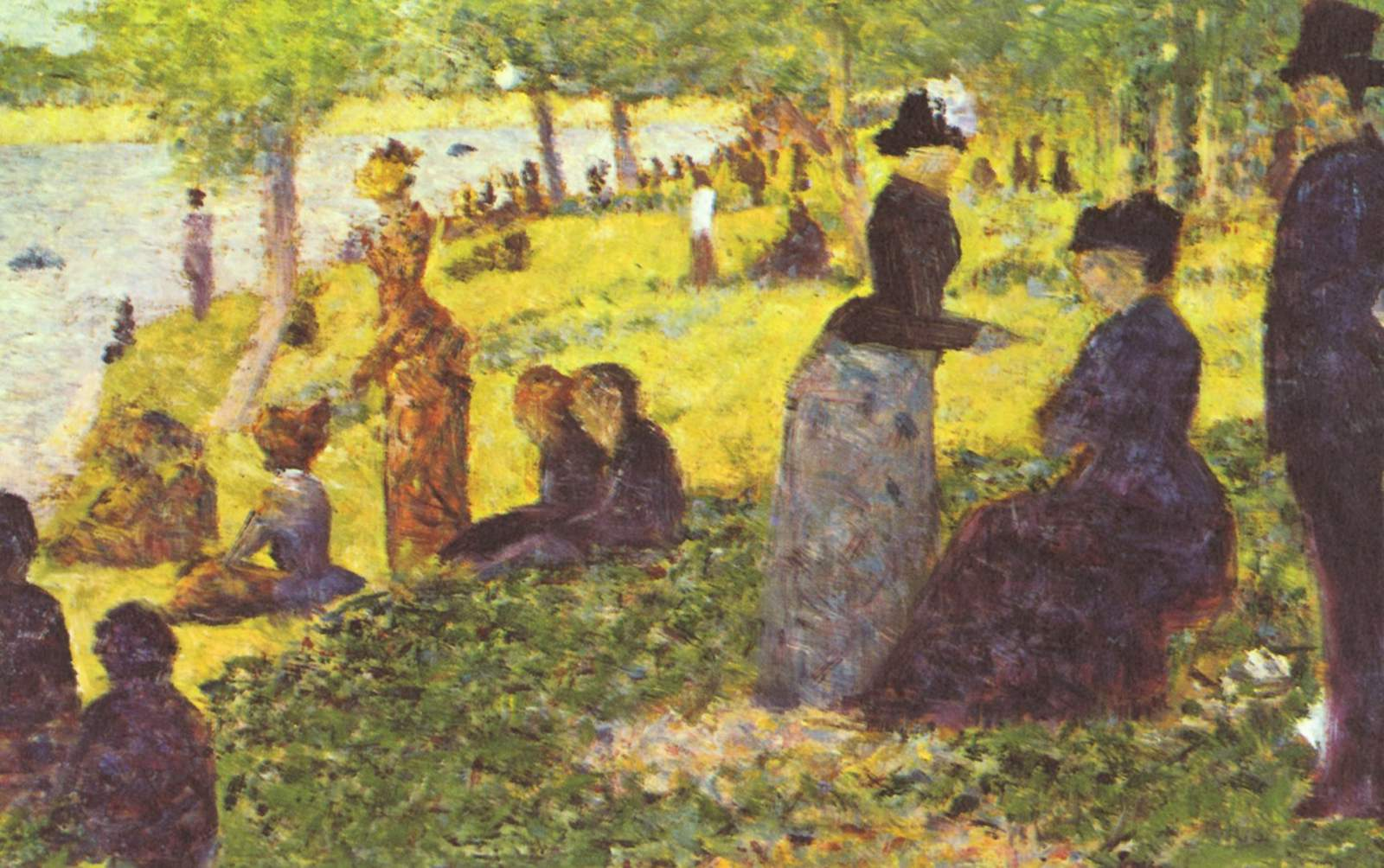
Oil Sketch for ”La Grande Jatte” (1884), Art Institute of Chicago
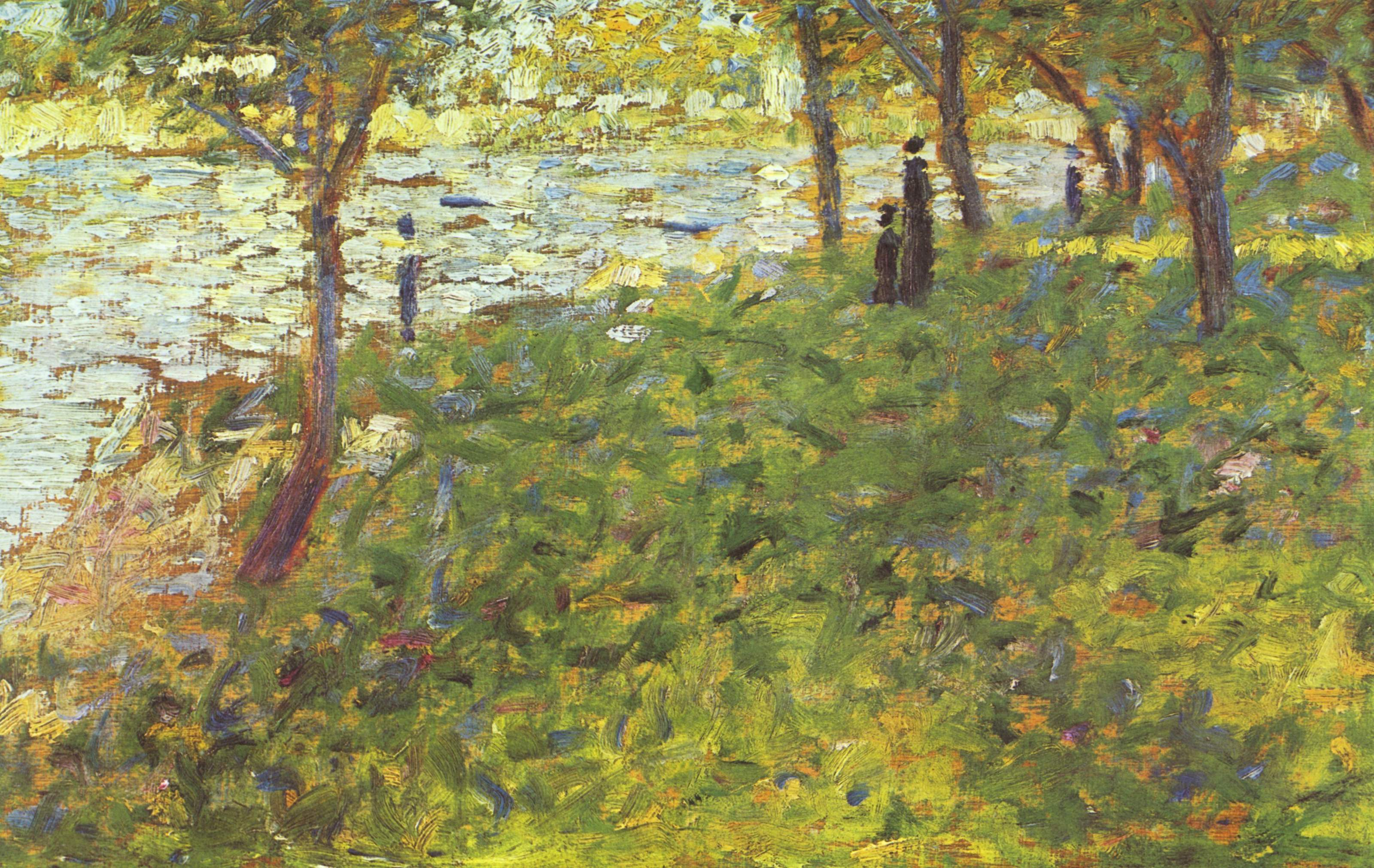
Study for La Grand Jatte (1884–1885), National Gallery
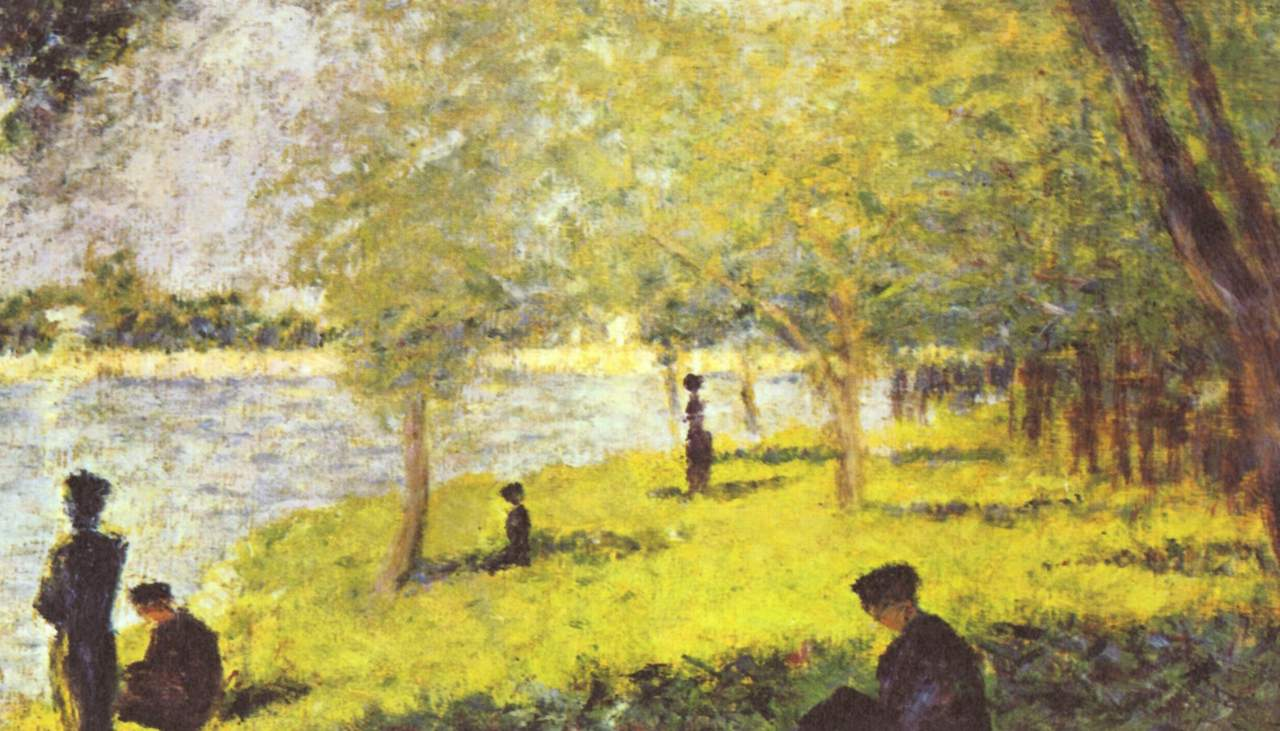
Study for "A Sunday on La Grande Jatte" (1884), Metropolitan Museum of Art
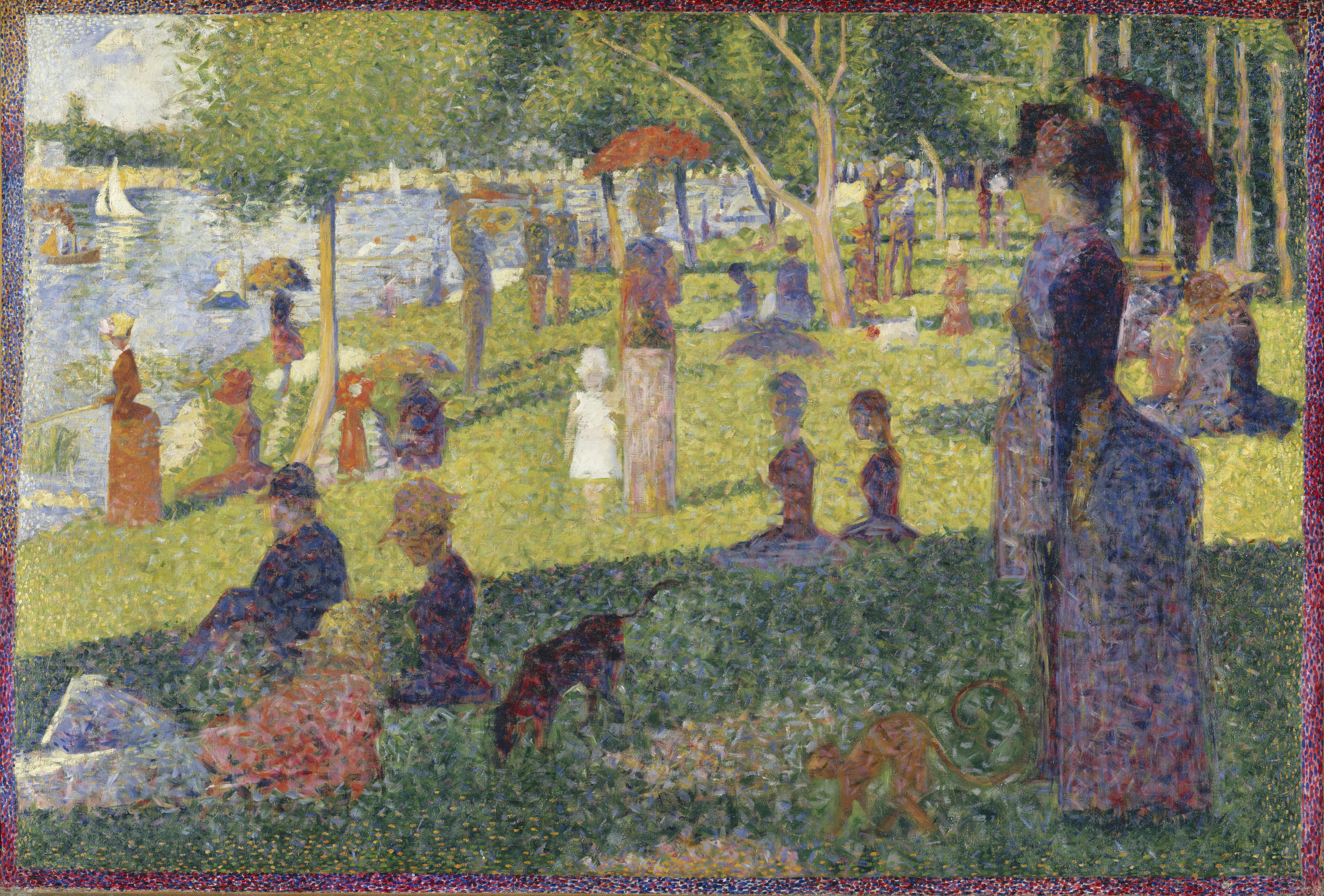
Study for "A Sunday on La Grande Jatte" (1884), Metropolitan Museum of Art
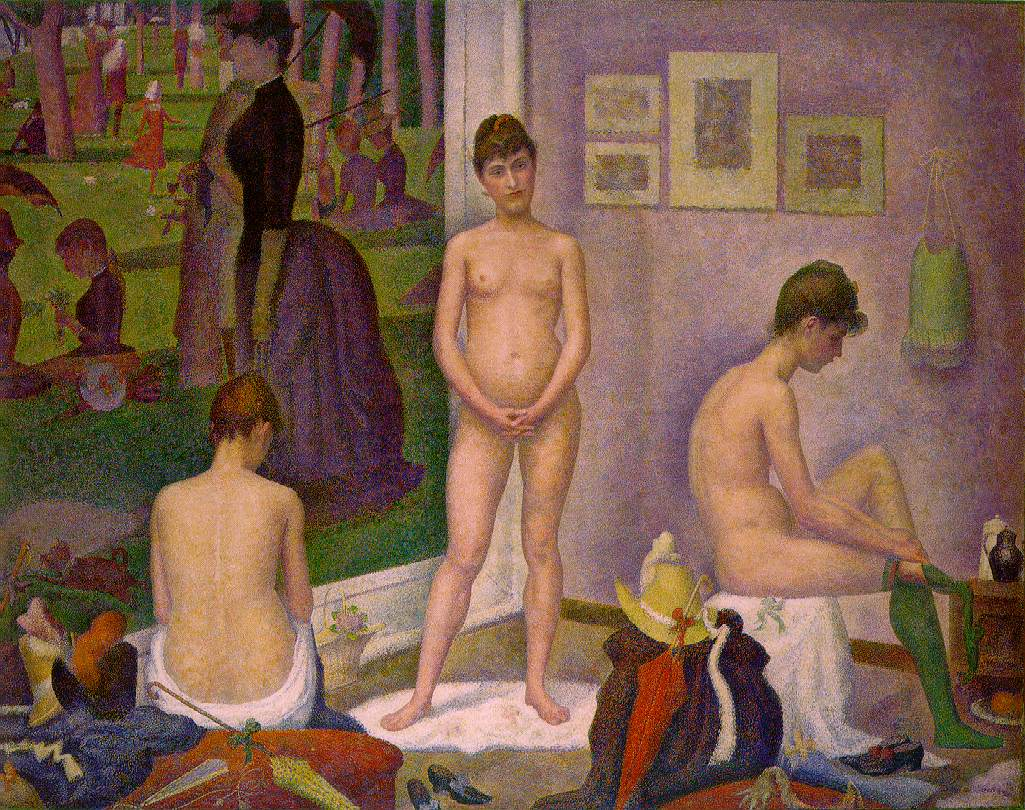
Modeller (1886-1888), Barnes Foundation.